# Pheidole bifurca
Pheidole bifurca är en myrart som beskrevs av Horace Donisthorpe 1941. Pheidole bifurca ingår i släktet Pheidole och familjen myror. Inga underarter finns listade i Catalogue of Life.